# Hippopsis densepunctata
Hippopsis densepunctata là một loài bọ cánh cứng trong họ Cerambycidae.